# Trebichava
Trebichava (bis 1927 slowakisch auch „Trebichova“; ungarisch Terbók – bis 1907 Trebichava) ist eine Gemeinde im Westen der Slowakei mit 36 Einwohnern (Stand 31. Dezember 2024), die zum Okres Bánovce nad Bebravou, einem Teil des Trenčiansky kraj, gehört.

## Geographie
Die Gemeinde befindet sich im Südteil des Gebirges Strážovské vrchy, im Tal des Trebichavský potok im Einzugsgebiet der Bebrava. Das Ortszentrum liegt auf einer Höhe von 340 m n.m. und ist 21 Kilometer von Bánovce nad Bebravou entfernt.
Nachbargemeinden sind Šípkov und Čierna Lehota im Norden, Kšinná im Osten, Ľutov im Süden, Timoradza im Südwesten und Slatina nad Bebravou im Westen.

## Geschichte
Trebichava wurde nach deutschem Recht gegründet und zum ersten Mal 1396 als Trebichavy schriftlich erwähnt und war Bestandteil des Herrschaftsgebiets der Burg Uhrovec. 1598 gab es eine Mühle und 13 Häuser im Ort, 1720 wohnten sieben Steuerpflichtige in Trebichava, 1784 hatte die Ortschaft 35 Häuser, 64 Familien und 340 Einwohner, 1828 zählte man 35 Häuser und 461 Einwohner, die als Landwirte, Obstbauern und Waldarbeiter beschäftigt waren.
Bis 1918 gehörte der im Komitat Trentschin liegende Ort zum Königreich Ungarn und kam danach zur Tschechoslowakei beziehungsweise heute Slowakei. Auch in der tschechoslowakischen Republik verblieb die Bevölkerung bei traditionellen Einnahmequellen, während andere als Saisonarbeiter anderswohin gingen. Dennoch wanderten viele Einwohner aus.

## Bevölkerung
| Jahr                | 1994 | 2004     | 2014    | 2024    |
| ------------------- | ---- | -------- | ------- | ------- |
| Anzahl der Personen | 65   | 38       | 39      | 36      |
| Unterschied         |      | −41,53 % | +2,63 % | −7,69 % |

| Jahr                | 2023 | 2024 |
| ------------------- | ---- | ---- |
| Anzahl der Personen | 36   | 36   |
| Unterschied         |      | +0 % |

Nach der Volkszählung 2011 wohnten in Trebichava 43 Einwohner, alle davon Slowaken.
28 Einwohner bekannten sich zur römisch-katholischen Kirche und 12 Einwohner zur Evangelischen Kirche A. B. Zwei Einwohner waren konfessionslos und bei einem Einwohner wurde die Konfession nicht ermittelt.

## Bauwerke und Denkmäler
- Glockenturm aus dem frühen 19. Jahrhundert